# Yago Fernando da Silva
Yago Fernando da Silva (São Paulo, Brasil; 29 de agosto de 1992) es un futbolista brasileño. Juega de defensa y su equipo actual es el Botafogo de la Serie A de Brasil.

## Clubes
| Club        | País   | Año       |
| ----------- | ------ | --------- |
| Portuguesa  | Brasil | 2011      |
| Marília     | Brasil | 2012      |
| Corinthians | Brasil | 2013      |
| Bragantino  | Brasil | 2013-2014 |
| Corinthians | Brasil | 2015-2016 |
| Ponte Preta | Brasil | 2017      |
| Corinthians | Brasil | 2018      |
| Botafogo    | Brasil | 2018-     |

## Palmarés

### Campeonatos nacionales
| Título  | Club        | País   | Año  |
| ------- | ----------- | ------ | ---- |
| Serie B | Portuguesa  | Brasil | 2011 |
| Serie A | Corinthians | Brasil | 2015 |